# Tautenhain
Tautenhain é um município da Alemanha localizado no distrito de Saale-Holzland, estado da Turíngia.
A Erfüllende Gemeinde (português: municipalidade representante ou executante) do município de Tautenhain é o município de Bad Klosterlausnitz.